# Kościół św. Jana w Łacińskiej Bramie
Kościół św. Jana w Łacińskiej Bramie (ita. Chiesa San Giovanni a Porta Latina) – tytularny kościół rzymskokatolicki w Rzymie, Włochy, położony w pobliżu Łacińskiej bramy (przy Via Latina) w Murze Aureliana (Celio).
Świątynia ta jest kościołem rektoralnym parafii Najświętszego Zbawiciela, św. Jana Chrzciciela i św. Jana Ewangelisty na Lateranie oraz kościołem tytularnym. Jest też kościołem stacyjnym z szóstej soboty Wielkiego Postu.

## Lokalizacja
Bazylika znajduje się w XIX Rione Rzymu – Celio przy Via di Porta Latina 17.

## Patron
Patronem świątyni jest św. Jan Ewangelista.

## Historia
Kościół został zbudowany w V wieku przez papieża św. Gelazjusza I (492-496). Przypuszczenie to opiera się na fakcie, że stemple budowniczych na czterech dachówkach są datowane na koniec V wieku (chociaż możliwe jest również ponowne wykorzystanie dachówek pochodzących z wcześniejszej budowli).
Najwcześniejsza wzmianka pisana o kościele znajduje się w Liber Pontificalis i mówi, że został on odbudowany przez papieża Hadriana I, odbudowa ta zaczęła się po rozpoczęciu jego pontyfikatu w 772 roku i trwała 3 lata.
Kolejną restaurację nakazał w 1191 papież Celestyn III, wówczas wnętrze kościoła pokryto freskami (z których do dziś pozostały spore fragmenty), renowacji poddano podłogę oraz zmniejszono znacznie okna w apsydzie. W XIII wieku portyk został przekształcony w przedsionek. Dzwonnica kościoła jest datowana na XIV wiek, chociaż są przypuszczenia, że mogła powstać wcześniej. Po ustanowieniu w kościele tytułu kardynalskiego, budynek kościoła poddawany był kilkukrotnym restauracjom. W XX wieku wykonano prace, które miały przywrócić kościół do dawniejszego wyglądu, m.in. ponownie powiększono okna apsydy i otwarto narteks.

## Architektura i sztuka
Na dziedzińcu przed kościołem zlokalizowana jest studnia z IX wieku.
Wnętrze kościoła jest trójnawowe, z apsydą. Kolumny, zgodnie z legendą, pochodzą ze świątyni Diany, jednak ze względu na ich różny styl bardziej prawdopodobne jest, że pierwotnie były zlokalizowane w różnych budowlach.

## Kardynałowie prezbiterzy
Kościół św. Jana w Łacińskiej Bramie jest jednym z kościołów tytularnych nadawanych kardynałom-prezbiterom (Titulus Sancti Ioannis ante Portam Latinam). Ranga kościoła tytularnego kardynalskiego została przyznana w 6 lipca 1517 przez papieża Leona X.
W latach 1979–2016 był to kościół tytularny polskiego kardynała Franciszka Macharskiego.
- Giovanni Domenico de Cupis (1517-1524); in commendam (1524-1529)
- Mercurino Arborio di Gattinara (1529-1530)
- Gabriel de Grammont (1530-1531)
- Juan Pardo de Tavera (1531-1545)
- Francisco Mendoza de Bobadilla (1545–1550)
- Jean Suau (1556-1560)
- Girolamo da Correggio (1561-1562)
- Flavio Orsini (1565)
- Alessando Crivelli (1566-1570)
- Gian Girolamo Albani (1570-1591)
- Ottavio Paravicini (1591-1592)
- Alfonso Visconti (1599-1600)
- Bernard Maciejowski (1605-1608)
- Francesco Vendramin (1616-1618)
- Guido Bentivoglio (1621-1622)
- Francesco Cherubini (1647-1656)
- Francesco Paolucci (1657-1661)
- Cesare Maria Antonio Rasponi (1666-1675)
- Mario Alberizzi (1675-1680)
- Stefano Agostini (1681-1683)
- Jan Kazimierz Denhoff (1686-1697)
- Sperello Sperelli (1700-1710)
- Pier Marcellino Corradini (1712-1734)
- Pietro Maria Pieri OSM (1734-1743)
- Francesco Landi Pietra (1745-1757)
- Luigi Gualterio (1760-1761)
- Simone Buonaccorsi (1763-1776)
- Hyacinthe Sigismond Gerdil B (1778-1784)
- Antonio Dugnani (1794-1801)
- Jean-Baptiste de Belloy (1805-1808)
- Camillo de Simeoni (1816-1817)
- Remigio Crescini OSB (1830)
- Giacomo Luigi Brignole (1834-1838); in commendam (1838-1847)
- Camillo Di Pietro (1859-1867)
- Joseph Hippolyte Guibert O.M.I. (1874-1886)
- Benoît-Marie Langénieux (1887-1905)
- Gregorio María Aguirre y García OFM (1907-1913)
- Felix von Hartmann (1914-1919)
- Edmund Dalbor (1919-1926)
- Joseph MacRory (1929-1945)
- Josef Frings (1946-1978)
- Franciszek Macharski (1979-2016)
- Renato Corti (2016–2020)
- Adalberto Martínez (od 2022)